# Air France Industries
Pour les articles homonymes, voir AFI.
Émanation de la direction générale industrielle d'Air France, Air France Industries (ou AFI) est depuis 1994 la marque commerciale de la branche de la compagnie responsable de la maintenance et de la réparation des avions. Elle intervient aussi bien pour le compte du groupe que pour des compagnies aériennes clientes.
AFI est le troisième métier d'Air France avec le transport de passagers et le fret.
Depuis sa création en 1933, la compagnie a toujours assuré elle-même l'entretien et la réparation de ses avions, avec notamment son centre de maintenance toulousain implanté à l'aéroport de Toulouse-Montaudran, puis à partir de 2003 à l'aéroport de Toulouse-Blagnac,.

## Données chiffrées
Chiffre d'affaires 2013 : 3,3 milliards d'euros, dont 1,2 milliard en dehors du groupe AFKLM
Air France Industries possède cinq grand ateliers.

## Principaux concurrents
- Lufthansa Technik (en)[6]
- SR Technics[6]